# Hold Me in Your Arms
Hold Me in Your Arms ist das zweite Studioalbum des britischen Sängers Rick Astley. Es erschien am 26. November 1988 bei RCA Records.

## Entstehung und Inhalt
Das Album wurde wie schon das Debüt in den PWL Studios in London eingespielt. Hauptsächliche Produzenten waren wiederum Stock Aitken Waterman, wobei Astley an der Produktion diesmal beteiligt war. Astley selbst schrieb sechs der zehn Titel auf dem Album, drei stammen von Stock Aitken Waterman. Das Album besteht hauptsächlich aus Songs im Bereich Pop beziehungsweise Dance-Pop und Disco.

## Titelliste
| Nr. | Titel                         | Autor(en)                       | Länge |
| --- | ----------------------------- | ------------------------------- | ----- |
| 1.  | She Wants to Dance with Me    | Rick Astley                     | 3:14  |
| 2.  | Take Me to Your Heart         | Stock Aitken Waterman           | 3:27  |
| 3.  | I Don’t Want to Lose Her      | Stock Aitken Waterman           | 3:31  |
| 4.  | Giving Up on Love             | Rick Astley                     | 4:01  |
| 5.  | Ain’t Too Proud to Beg        | Eddie Holland, Norman Whitfield | 4:19  |
| 6.  | Till Then (Time Stands Still) | Stock Aitken Waterman           | 3:14  |
| 7.  | Dial My Number                | Rick Astley                     | 4:09  |
| 8.  | I’ll Never Let You Down       | Rick Astley                     | 3:55  |
| 9.  | I Don’t Want to Be Your Lover | Rick Astley                     | 3:58  |
| 10. | Hold Me in Your Arms          | Rick Astley                     | 4:32  |

## Rezeption

### Kritiken
AllMusic bewertete das Album mit drei von fünf Sternen.

### Chartplatzierungen
Das Album konnte in etlichen Ländern die Top 10 erreichen, darunter das Vereinigte Königreich mit Platz acht und Deutschland mit Platz drei. In der Schweiz erreichte es Platz elf und in Österreich Platz 30. Auch in den USA konnte es sich auf Platz 19 in den Billboard 200 platzieren.